# Марк Плавций Силван (трибун)
Вижте пояснителната страница за други личности с името Марк Плавций Силван.
Марк Плавций Силван (на латински: Marcus Plautius Silvanus) е политик на късната Римска република по време на Съюзническата война. Произлиза от фамилията Плавции, клон Силван.
През 89 пр.н.е. е народен трибун, като консули през тази година са Гней Помпей Страбон и Луций Порций Катон. Автор е заедно със служебния си колега Гай Папирий Карбон на закона lex Plautia Papiria, с който Рим дава римско гражданство (civitas Romana) на италиките южно от река По (foederatae civitates) през 89 година пр.н.е. при условие, че живеят в Италия и се явят лично в срок от 60 дни при претора в Рим.